# 石景山路
39°54′27″N 116°12′44″E / 39.9074835°N 116.2122394°E
石景山路为中国北京市石景山区东部的一条道路，长安街西延长线的一部分，东端在玉泉路口和复兴路相接，西至首钢东门，全长6.6千米。

## 简介
1949年以前为土路。1949年改修混凝土路面，但由于需要开凿老山，从玉泉路至鲁谷一段向南绕行。1959年至1960年才将这一段直线修通。1965年至1969年修建北京地铁一期工程（目前这一段属于北京地铁1号线）后，古城以东拓宽至22米。1990年改为沥青路面。
石景山路北侧、玉泉路口西北侧（清华大学玉泉医院门前），路边有两株古银杏树，一株高18米多，另一株高16米，均为元朝种植，属于一级古树。两树为元朝灵福寺的遗物。1965年7月1日，北京地铁一期工程开工典礼在这两株古树下举行，北京市领导彭真主持典礼，党和国家领导人朱德、邓小平、罗瑞卿等人出席，地铁筹建领导小组组长杨勇讲话，朱德为地铁开工动土。
在1965年兴建北京地铁的过程中，这两棵古树正好处在原建设方案中玉泉路站站口的位置。中华人民共和国国务院总理周恩来亲自批示，以延长玉泉路站至八宝山站间距为代价，保留了这两株古树。经北京市园林绿化局审批，2008年7月1日，石景山区为这两株古银杏树立碑。石碑由汉白玉制成，位于古树东侧，长80厘米，宽60厘米，高38厘米。碑文记录了树木的名称、科属等档案及周恩来保护古树的过程。